# Sanidad Militar (Argentina)

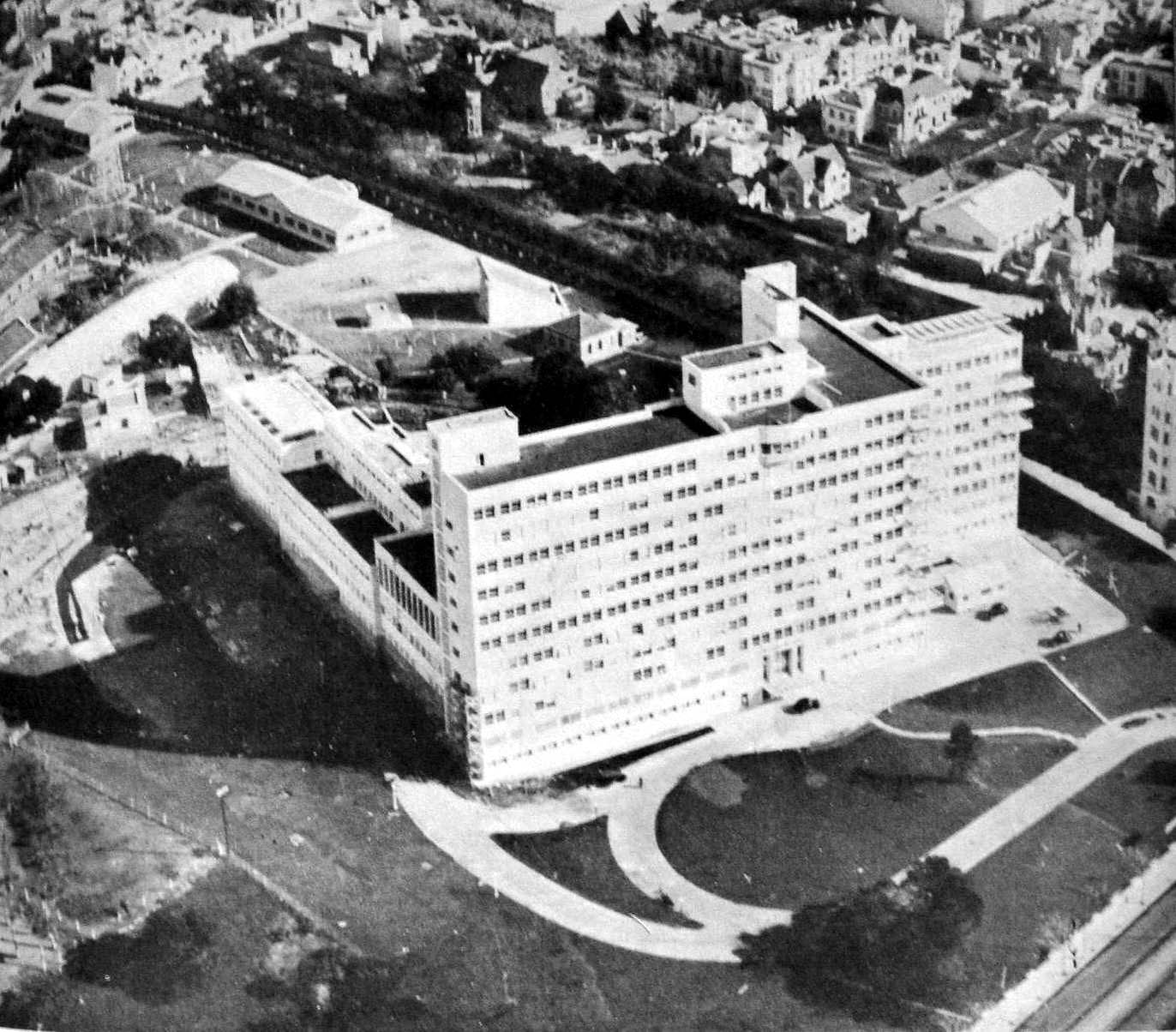
Hospital Militar Central, principal sede de la Sanidad Militar Argentina.

La Sanidad Militar es un servicio del Ejército Argentino cuya misión es proteger la salud del personal de la fuerza.
Se cree que tiene sus orígenes durante el gobierno de Santiago de Liniers al nombrar a Juan Madera como cirujano del Cuerpo de Patricios. En 1822, durante la presidencia de Bernardino Rivadavia, se organizó el Cuerpo de Medicina del Ejército.
El gobierno de Bartolomé Mitre arrendó el Hospital Italiano de Buenos Aires y nombró como director Militar al Cirujano Principal Caupolicán Molina (1868). Dado los altos costos, el Hospital Militar pasó a desempeñar sus funciones en casas particulares, con recursos escasos y elementos precarios. En 1882 se construyó el Hospital Militar Central, en el predio delimitado por las calles Caseros y Combate de los Pozos. Al año siguiente se nombró la primera Inspección Sanitaria a la Frontera, dirigida por Eleodoro Damianovich. Recién a partir de la creación de los dos Cuerpos de Sanidad Militar —Ejército y Marina— fue cuando se otorgó grado militar a los médicos (1888). En 1892 se nombró al primer director general de Sanidad, función que asumió Eleodoro Damianovich. Durante la epidemia de la fiebre amarilla, perdió la vida el médico Caupolicán Molina, asumió entonces la Dirección del Hospital Militar Damianovich y lo reemplazó en la Dirección Alberto Acosta. Le sucedieron largos períodos de organización política, adelantos técnicos y científicos, hasta 1939, la Dirección de Sanidad funcionó en forma conjunta con el Hospital Militar Central en las instalaciones sitas en Combate de los Pozos y caseros; al trasladarse el hospital a su actual emplazamiento, el predio fue ocupado por la Dirección. Finalmente, el desarrollo alcanzado por el Comando de Sanidad en sus funciones básicas del servicio como «Conductora, Abastecedora Preventiva y Recuperadora» presentó a la Sanidad Militar como un vasto Organismo Técnico que no sólo prepara, organiza y perfecciona a su personal para el caso de guerra sino que, en tiempo de paz, está dedicado también a velar por la salud del personal militar, familiares y algunas obras sociales privadas.

## La Sanidad Militar en la Dictadura (1976-1983)
La Sanidad Militar tuvo un rol importante en la última dictadura cívico-militar argentina funcionando como centros clandestinos de torturas y luego de esta como refugio de exfuncionarios militares.
Una lista con médicos con grados y rangos militares apunta a su rol en diversas violaciones a los Derechos Humanos y desde la especialidad se destaca que aún hay condiciones que impiden penalizar estos actos que ejercieron los profesionales, en procesos de interrogatorio y tortura para que se cumpliera con los objetivos trazados por la Junta Militar Argentina. “Existe una larga nómina de médicos militares que fueron funcionarios de la dictadura, que colaboraron en la aplicación de tortura en centros clandestinos. Parte de ellos han sido sometidos a proceso, los médicos mantenían a los presos vivos en la aplicación de torturas, para que pudiera sacar la información que ellos pretendían”. Hoy los médicos se mantienen en actividad, sin ser individualizados en las investigaciones, eludiendo además una condena moral por estos hechos.
Hay complicidad en la justificación de políticas de exterminio y en propiciarla, que en definitiva ha vivido en la impunidad judicial, política, social y moral”.
La labor de los médicos va desde la asistencia en métodos de tortura, destinar medicamentos en interrogatorios, como el llamado “suero de la verdad” (pentotal sódico) falsificación de documentos, adulterar fichas clínicas o firmar certificados de defunción con motivos de deceso que ocultan la responsabilidad de organismos de inteligencia.

## La Sanidad Militar en la Guerra de Malvinas
Durante la Guerra Argentina-Reino Unido por las Islas Malvinas (1982), la Sanidad Militar Argentina participó con envíos de buques sanitarios que tienen como función la atención inmediata de los heridos, los enfermos y los náufragos de campaña de las Fuerzas Armadas, tanto de argentinos como británicos, según lo firmado en la Convención de Ginebra del 12 de agosto de 1949, pero ambos países violaron varias normas firmadas en la convención tanto de la Sanidad Argentina de brindar información estratégica del Ejército Británico al Ejército Argentino, como de la Sanidad Británica utilizando sus buques sanitarios para el transporte de tropas.

## Día de la Sanidad Militar Argentina
La Sanidad Militar Argentina festeja su día el 18 de octubre, fecha en que la Iglesia Católica celebra a su santo patrono San Lucas Evangelista. Los orígenes de la Sanidad se remontan a la época de la colonia con la creación del Protomedicato Local ordenado por Carlos III de España. En 1801 se crea el primer curso de Medicina, cuyo director fue el Dr. Cosme Mariano Argerich.

## Misión de la Sanidad Militar
La Sanidad Militar Argentina planeará, y ejecutará el apoyo de sanidad para proteger, mantener y recuperar la salud del recurso humano de la fuerza, a través del despliegue técnico adecuado contribuyendo al cumplimiento de la misión del ejército argentino.

### Funciones de la Sanidad Militar
La sanidad militar proporcionará el Apoyo de Sanidad, para el cumplimiento de la misión del Ejército, conforme al régimen vigente, mediante las siguientes funciones:
- Promoción y protección de la salud.

- Medicina preventiva, higiene y saneamiento ambiental.
- Reconocimiento médico del recurso humano de la Fuerza.
- Evacuación y hospitalización, incluyendo la atención médica primaria, el diagnóstico, el tratamiento y la rehabilitación.
- Rehabilitación del personal discapacitado, tanto física como psiquiátricamente y de veteranos de guerra.
- Medicina legal, que abarca las actividades destinadas a encuadrar legalmente los procesos mórbidos que afectan o hayan afectado al personal.
- Instrucción y capacitación profesional, en la formación de pregrado y posgrado incluyendo al personal militar y civil dedicado a la docencia.
- Investigación y desarrollo, comprendiendo las actividades destinadas a lograr nuevas técnicas y procedimientos para la elaboración de medicamentos
- Abastecimiento y mantenimiento de Efectos Clase II y IV de Sanidad.
- Entender en el sistema de vigilancia epidemiológica de la Fuerza como tarea esencial de la actividad epidemiológica de la Sanidad militar, Colaborando con organizaciones sanitarias nacionales, provinciales y regionales para la confección de programas compartidos de salud en el ámbito civil, así como programar las actividades tendientes a integrar a la Fuerza en el sistema de Vigilancia Epidemiológica Nacional.

### Subsidiariamente
- Colaborar y proporcionar apoyo de sanidad para hacer frente a desastres naturales y otras emergencias sociales que afecten a la comunidad.
- Brindar apoyo a la comunidad a través de su participación en campañas destinadas a controlar y erradicar enfermedades endémicas y epidémicas de repercusión social.
- Contribuir a la conservación del medio ambiente y mantenimiento del sistema ecológico mediante acciones de saneamiento ambiental.
- Contribuir al sostenimiento de la Actividad Antártica Nacional.

## Canción de la Sanidad Militar Argentina
Naciste de la mano de un ilustre
Fue quien te dio la vida Juan Madera
Un mes de junio claro la bandera
Te recibió orgullosa en nuestra patria
Pues eres realidad no una quimera
Pues eres realidad justa y certera
Hombres que lucharon forjaron tu gloria
Con o sin espadas te dieron honor
Manos que llevaron blancos estandartes
Labraron tu nombre con fe y con valor
Desde tus comienzos hasta nuestros días
Reconoce el pueblo tu fiel potestad
Bravos paladines escriben tu historia
Cubriendo tu nombre de inmortalidad
Son tus bravos hijos, son tus misioneros
Quienes son y fueron, Madera y Argerich
Ellos proclamaron, tu sin par grandeza
Por amor sincero a la humanidad
Sanidad, sanidad, sanidad
Héroes cumbre de tu inmensidad
Sanidad, sanidad, sanidad
Vivo ejemplo de heroica lealtad
Vivo ejemplo de heroica lealtad
Vivo ejemplo de heroica lealtad.

### Lema de la Sanidad Militar.
Cuando el Clarín clame Bravura
Partirás hacia la Gloria.
Sostened a los caídos,
Es tú lid desde Ayohuma.

## Proyecto de Reestructuración de la Sanidad Militar y La Justicia Militar
En los últimos tiempos ha surgido una gran polémica sobre la continuidad de la Sanidad Militar, sobre todo por los enormes costos que produce al estado y la falta de equiparidad en relación del tiempo de servicio, cargos y sueldo, más las implicaciones de monopolizar de una sola institución la sanidad, justicia y el comando del ejército, que pueden ser utilizados con fines maliciosos. Además el personal sanitario está obligado a utilizar uniformes de combate con armamento de guerra sin identificación sanitaria violando la convención de ginebra del 12 de agosto de 1949.
El Congreso de la Nación Argentina está analizando la reestructuración de la Sanidad Militar como la Justicia Militar otorgándole autonomía frente a las Fuerzas Armadas, o en defecto estatizar para uso público la Sanidad Militar y contratar servicios sanitarios privados para la atención inmediata del personal militar.

## Oración del Cuerpo de Enfermeros de la Sanidad Militar
Dios omnipotente, Sanador Divino de todos los hombres, dame fuerza y valor en mi profesión. Concede a mi corazón compasión y cariño. Concede a mis manos habilidad y ternura. Concede a mi cuidar conocimiento y sabiduría. Sobre todo, Dios mío, ayúdame siempre a recordar el verdadero propósito de mi vocación: el servicio generoso y la dedicación a los débiles y a quienes desesperan, en su cuerpo y en su espíritu. Amén

## Hospitales
Los hospitales militares de la fuerza son:
- Hospital Militar Central «Cirujano Mayor Doctor Cosme Argerich»–Hospital General 601
- Hospital Militar General 602 Campo de Mayo «Cirujano Primero Dr. Juan Madera»
- Hospital Militar Regional Córdoba «Cirujano Mayor Dr. Eleodoro Diamanovich»
- Hospital Militar Regional Mendoza «Cirujano Primero Dr. Diego Paroissien»
- Hospital Militar Bahía Blanca «Cirujano de Ejército Dr. Marcelino Vargas»
- Hospital Militar Regional Comodoro Rivadavia
- Hospital Militar Salta «Cirujano Mayor Dr. Joaquín Díaz de Bedoya»
- Hospital Militar Río Gallegos
- Hospital Militar Regional Paraná «Cirujano de División Dr. Francisco Soler»
- Hospital Militar Curuzú Cuatiá «General de Brigada Dr. Manuel Biedma»